# Varica požiralnika
Varice požiralnika ali ezofagealne varice so bolezensko izjemno razširjene vene v sluznici spodnjega dela požiralnika. Najpogosteje so posledica portalne hipertenzije, običajno zaradi jetrne ciroze. Bolniki z varicami požiralnika imajo izrazito povečano nagnjenje k nastanku hude krvavitve, ki je lahko smrtna, če ni na voljo pravočasno zdravljenje. Varice požiralnika običajno diagnosticirajo z ezofagogastroduodenoskopijo.

## Patogeneza
Varice požiralnika nastanejo z razširitvijo ven v sluznici spodnje polovice požiralnika zaradi portalne hipertenzije (povečanega tlaka v portalnem sistemu), ki je posledica oviranega pretoka krvi. Tlak v povirju portalne vene se poveča. Normalni tlak v portalni veni je okoli 9 mmHg, v zgornji votli veni pa  2–6 mmHg. Gradient med portalno veno in zgornjo veno kavo tako znaša 3–7 mmHg. Če portalni tlak naraste nad 12 mmHg, se ta gradient poveča na 7–10 mmHg.  Gradient, višji od 5 mmHg opredeljuje prisotnost portalne hipertenzije. Klinično pomembna postane portalna hipertenzija, ko je gradient > 10m Hg, ker se pri tej vrednosti običajno začnejo pojavljati varice požiralnika, pri gradientu > 12 mm Hg, pa se začnejo pojavljati krvavitve varic.
Varice nastanejo v spodnji tretjini požiralnika, saj vene v zgornjih dveh tretjinah niso povezane s portalnim obtokom, temveč deoksigenirano kri odvajajo v veno azigos, ta se pa neposredno izteka v zgornjo veno kavo. V spodnji tretjini pa vene odvajajo kri v levo želodčno veno, ki se nato steka neposredno v portalno veno. Zaradi povečanega tlaka v portalni cirkulaciji nastanejo stranske veje ven, imenovane kolaterale. Nastanejo kolaterale, ki kri iz portalnega venskega sistema preusmerjajo v spodnjo in zgornjo votlo veno, po drugi strani na nastanejo tudi kolaterale v steni želodca in požiralnika, ki odvajajo kri v veno azigos in so vzrok nastanka požiralnikovih varic.

## Zdravljenje
Pri bolnikih s klinično pomembno portalno hipertenzijo in varicami, ki v preteklosti še niso zakrvavele, se krvavitve preprečujejo z uporabo neselektivnih beta blokatorjev (na primer s karvediolom) ali z endoskopsko ligacijo varic (gre za tako imenovano primarno zaščito). Bolniki, ki so že krvaveli iz varic, pa potrebujejo sekundarno zaščito, kar pomeni kombinacijo neselektivnih beta blokatorjev in endoskopske ligacije varic. Zdravljenje akutne varikozne krvavitve, ki je najhujši zaplet portalne hipertenzije z visoko
umrljivostjo in velikim tveganjem za akutno poslabšanje jetrne funkcije ter razvojem drugih zapletov, temelji na hemodinamski stabilizaciji, pravočasni
uvedbi profilaktičnega antibiotičnega zdravljenja in sočasni uporabi vazoaktivnega in endoskopskega zdravljenja.